# Lecania suavis
Lecania suavis är en lavart som först beskrevs av Johannes Müller Argoviensis, och fick sitt nu gällande namn av Mig. Lecania suavis ingår i släktet Lecania och familjen Ramalinaceae.  Arten är reproducerande i Sverige. Inga underarter finns listade i Catalogue of Life.